# Buthraupis montana
La tangara montana (Buthraupis montana), también denominada azulejo real (en Colombia), tangara-de-montaña encapuchada (en Perú), tangara-montana encapuchada (en Ecuador) o cachaquito gigante (en Venezuela), es una especie de ave paseriforme de la familia Thraupidae, actualmente la única perteneciente al género Buthraupis. Es nativa de la región andina del noroeste y oeste de América del Sur.

## Distribución y hábitat
Se distribuye a lo largo de la cordillera de los Andes, desde el suroeste de Venezuela (suroeste de Táchira), por las tres cadenas de Colombia, por la pendiente oriental de Ecuador y Perú, hasta el oeste de Bolivia (oeste de Santa Cruz).
Esta especie es considerada bastante común en sus hábitats naturales: los bosques montanos y sus bordes en altitudes entre 1900 y 3200 m.

## Descripción
Es una tangara grande e inconfundible, mide entre 22 y 23 cm de longitud. El iris es rojo brillante. La cabeza y garganta son negras, contrastanto con el resto de las partes superiores de color azul vibrante. Por abajo es mayormente amarillo brillante con azul en los flancos inferiores y sorprendentes muslos negros visibles. Las aves de Bolivia tienen una banda nucal de color azul celeste pálido.

## Comportamiento
Es una ave ruidosa, vistosa y a menudo desprevenida. Anda en grupos de cuatro a ocho individuos que saben volar largas distancias en terrenos abiertos, con su llamado distintivo «ti-ti-ti-ti», que se oye a mucha distancia, llamando la atención para ellas. Regularmente acompañan a otras grande aves arborícolas, como caciques (Cacicus) y urracas (Cyanocorax). Grupos se juntan en coros ruidosos al amanecer, menos frecuentemente durante el día (especialmente en respuesta a disturbios, como ruidos), que consisten en llamados «uiik» o «tu-uiík».

## Sistemática

### Historia taxonómica del géneroButhraupis
El género Buthraupis fue propuesto por el ornitólogo alemán Jean Cabanis en el año 1850, con Tanagra montana (originalmente Aglaia montana) como especie tipo.
Hasta recientemente (años 2010, 2012) agrupaba a cuatro especies nativas de altas montañas andinas, pero se demostró que sus integrantes no eran parientes entre sí; con lo cual tres especies fueron transferidas a otros géneros. Con estos cambios taxonómicos, el género quedó monotípico.
Los estudios genético moleculares de Sedano & Burns (2010), encontraron que las entonces especies Buthraupis eximia y B. aureodorsalis eran hermanas entre sí, pero hermanadas a Chlorornis riefferii y no a la especie tipo del género; se propuso su transferencia a un género resucitado Cnemathraupis, lo que fue aprobado en la parte H de la Propuesta N° 437 al Comité de Clasificación de Sudamérica (SACC).
En los mismos estudios de Sedano & Burns (2010), se demostró que la entonces especie Buthraupis wetmorei no formaba parte del presente género y se propuso su transferencia para un género resucitado Tephrophilus (donde había sido originalmente descrita), lo que fue aprobado en la Propuesta N° 569 al SACC y corroborado por los estudios de Burns, Unitt & Mason (2016).

### Descripción original

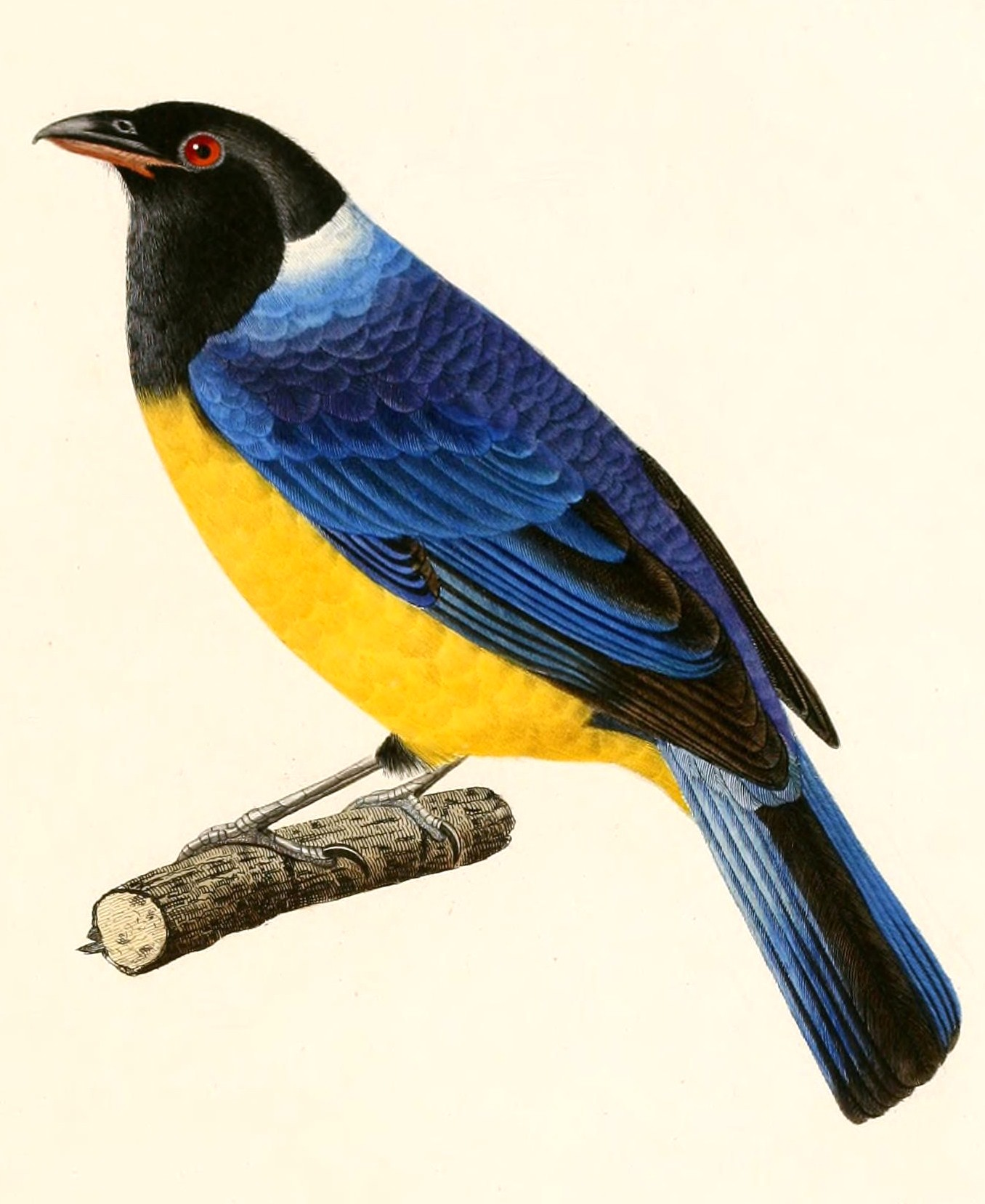
Tanagra montana = Buthraupis montana, ilustración en d'Orbigny Voyage dans l'Amérique méridionale, 1847.

La especie B. montana fue descrita por primera vez por los naturalistas franceses Alcide d'Orbigny & Frédéric de Lafresnaye en 1837 bajo el nombre científico Aglaia montana; su localidad tipo es: «Yungas, Bolivia».

### Etimología
El nombre genérico femenino «Buthraupis» se compone de las palabras griegas «bou»: grande, y «thraupis»: pequeño pájaro desconocido, mencionado por Aristóteles, tal vez algún tipo de pinzón (en ornitología thraupis significa tangara); en referencia al tamaño de las especies del género; y el nombre de la especie «montana» proviene del latín  «montanus»: de las montañas.

### Taxonomía
Los amplios estudios filogenéticos recientes de Burns et al. (2014) demuestran que la presente especie es pariente próxima de Sporathraupis cyanocephala, en una subfamilia Thraupinae.

### Subespecies
Según las clasificaciones del Congreso Ornitológico Internacional (IOC) se reconocen seis subespecies, con su correspondiente distribución geográfica:
- Buthraupis montana venezuelana Aveledo & Pérez, 1989 – noroeste de Venezuela.
- Buthraupis montana gigas (Bonaparte), 1851 – Andes orientales de Colombia.
- Buthraupis montana cucullata  (Jardine & Selby), 1842 – Andes centrales y occidentales de Colombia y Ecuador.
- Buthraupis montana cyanonota Berlepsch & Stolzmann, 1896 – Andes de Perú (de Amazonas hasta Junín)
- Buthraupis montana saturata Berlepsch & Stolzmann, 1906 – Andes del sureste de Perú (Cuzco y Puno).
- Buthraupis montana montana (d'Orbigny & Lafresnaye), 1837 – Andes del oeste de Bolivia (La Paz y Cochabamba).

La clasificación Clements Checklist/eBird v.2019 no lista la subespecie venezuelana, incluida en gigas.